# Krisen i senmiddelalderen
Krisen i senmiddelalderen er betegnelsen for en række begivenheder, som i løbet af 1300- og 1400-tallet kom til at afslutte en lang stabil periode i Europas historie. Især tre forhold var afgørende: faldende befolkningstal, politisk ustabilitet og kirkelige omvæltninger.
Som følge af dels den store hungersnød, der hærgede Europa i årene omkring 1320, og dels den sorte død, som 30 år senere lagde hele egne øde, faldt befolkningstallet til omkring det halve. Medvirkende til det faldende befolkningstal var også den klimaforværring, som indtraf, da den middelalderlige varmeperiode gradvist afløstes af den lille istid. Først omkring 1500 var Europas befolkningstal tilbage på niveauet fra 1300.
I årtierne efter den sorte død gjorde både franske og engelske bønder oprør mod magthaverne, men oprørene blev i begge lande nedkæmpet, mest voldsomt i Frankrig. Samtidigt hermed udkæmpedes Hundredårskrigen, en strid mellem engelske og franske adelsslægter om retten til den franske trone, en krig som efterfølgende i England førte til strid om den engelske trone, og Rosekrigene.
Det tysk-romerske rige havde i sidste halvdel af 1200-tallet oplevet interne magtkampe, som svækkede dets sammenhængskraft, idet magten nu i højere grad gled hen til de forskellige tyske stater inden for riget. Den romersk-katolske kirke blev i årene omkring 1400 rystet af det pavelige skisma, hvor der en årrække var to paver, én i Avignon, som blev støttet af Frankrig, Skotland og Spanien, og én i Rom, som blev støttet af England og de tyske og skandinaviske stater.

## Årsager og virkning
Europa var i begyndelsen af 1300-tallet blevet overbefolket, fordi man nu havde koloniseret alle egne af kontinentet, mens befolkningstallet vedblev at være højt.
Den middelalderlige varmeperiode blev fra hen mod slutningen af 1200-tallet gradvist afløst af den lille istid, og vintrene blev nu hårdere og høstudbytter tilsvarende mindre. Inden for landbruget havde man i lang tid i det sydlige Europa brugt nye dyrkningsformer med trevangsbrug og hjulplov, og på denne tid spredte de nye metoder, hvor man hvert år lader en tredjedel af jorden ligge brak, sig til Nordeuropa, angiveligt fordi man her gennem 1200-tallet havde fået udpint jorden. I det meste af et århundrede op til den sorte død var der derfor knaphed på fødevarer, især hvede, havre og hø, foruden husdyr, og priserne var høje. Fra omkring 1330 og helt til begyndelsen af 1400-tallet var kornpriserne dog lave i Europa, trods faldende høstudbytter, og der opstod et stort problem med forladte bondegårde, som blev til ødegårde.
Fødevareknapheden førte hos mange til fejlernæring, og deraf følgende svækket immunforsvar og øget risiko for at pådrage sig infektionssygdomme. Det regnfulde efterår 1314 viste sig at være begyndelsen til flere år i træk med kolde og våde vintre. De allerede magre høstudbytter mod nord blev nu endnu mindre, og der udbrød hundersnød, formentlig den værste i Europas historie, og mere end hver tiende europæer døde som følge heraf. Desuden hærgede tyfus-epidemier mange byer, særligt slemt i Ypres i vore dages Belgien. Kornmangel førte til prisstigninger, og et sted berettes det, hvordan hvedeprisen steg til det dobbelte fra 1315 til 1316. Druehøsten blev også ramt, og fra Frankrig er der rapporter om et fald på 80% i produktionen af vin.
I 1318 blev specielt køer og får mange steder i Europa angrebet af en kvægpest- eller miltbrand-lignende sygdom, som forværrede manglen på fødevarer og gjorde mange bønder fattige. Produktionen af mælk og ost faldt drastisk, og nåede først op på sit oprindelige niveau i 1331. Middelalder-europæeren fik en stor del af sit protein fra netop mælk og ost, og sult og sygdom førte, i kombination med tidens mange krige, til, at 10-15% af europæerne døde.
I de fleste lande indførtes i disse år forbud mod udførsel af fødevarer, og man fordømte sortbørshandlere, regulerede kornpriserne og forbød overfiskeri. Tiltagene var imidlertid svære at føre ud i livet og førte ofte utilsigtet til en yderligere forværring af tingenes tilstand. Et af de hårdest ramte lande var England, som pga forbud ikke kunne købe korn i Frankrig, og heller ikke kunne skaffe korn andre steder fra, for her var høsten slået fejl, dels pga vejret, dels pga mangel på arbejdskraft. Ofte blev tilmed skibsladninger med korn til englænderne stjålet af sørøvere og solgt på det sorte marked.
I Danmark mærkede man også de hårde tider, med flere perioder med misvækst op gennem 1310-erne, og deraf følgende bondeoprør og svigtende indtægter for kong Erik Menved, som fra omkring 1317 valgte at skaffe sig indtægter ved at pantsætte store dele af landet, til holstenske og nordtyske grever.
På denne tid begyndte krige også at hærge især Vesteuropa. I 1337, få år før den sorte død, kom England og Frankrig i krig med hinanden over uenighed om retten til den franske trone, og denne hundredårskrig varede ved langt ind i 1400-tallet og førte til hårde tider for landenes befolkninger, bl.a. pga øget skatteopkrævning.
Den sorte død var en pestpandemi fremkaldt af bakterien Yersinia pestis, som i løbet af få år omkring 1350 dræbte i størrelsesordenen halvdelen af indbyggerne i de egne, hvor den hærgede. Sygdommens virkninger blev forværret af knaphed på fødevarer og deraf følgende dårligt helbred. Den sorte død var det værste udbrud af pest siden den justinianske pest, som i 500-tallet bl.a. ramte Konstantinopel. Dette var før den middelalderlige varmeperiode satte ind, hvilket er brugt som argument for, at det varme klima i denne periode har forhindret udbrud af pest og andre sygdomme, men at de begyndte at dukke op igen, da varmeperioden afløstes af den lille istid.[kilde mangler]
Krisen medførte, at Europas økonomi kom ind i en ond cirkel, hvor sult og sygdom svækkede produktiviteten i landbruget, så at høstudbytterne faldt, hvilket førte til yderligere sult og sygdom, samt højere kornpriser.[kilde mangler]